# Rico Lewis
Rico Lewis, född 21 november 2004 i Manchester, England, är en engelsk fotbollsspelare som spelar för Manchester City i Premier League.